# 金·佩顿
金·佩顿（英語：Kim Peyton，1957年1月26日—1986年12月13日），美国女子游泳运动员。她曾代表美国参加1972年和1976年夏季奥林匹克运动会游泳比赛，其中1976年奥运会获得一枚金牌。